# Хохлатый орёл-отшельник
Хохлатый орёл-отшельник (лат. Buteogallus coronatus) — вид хищных птиц семейства ястребиных. Подвидов не выделяют. Распространён в Аргентине, Бразилии, Боливии и Парагвае. 
Обитает в низменных и предгорных районах в полуоткрытых, сезонно засушливых местностях. Питается млекопитающими мелких и средних размеров, рептилиями и изредка птицами и насекомыми. Несмотря на широкое распространение, является довольно редкой птицей.

## Описание
Хохлатый орёл-отшельник — одна из самых крупных птиц в Неотропике, достигает длины 73—79 см и массы около 3 кг; размах крыльев — 170—183 см. Половой диморфизм не выражен. Оперение, как правило, пепельно-серое, темнее всего на макушке и спине. Хохолок на макушке образован длинными, ланцетовидными, черноватыми перьями. Кроющие перья хвоста черноватые, с широким белым кончиком. Рулевые перья чёрные, с широкой белой полосой посередине и узкими белыми кончиками; у основания хвоста есть еще одна белая полоса, более узкая и обычно скрытая кроющими перьями. Кроющие перья крыльев и второстепенные маховые перья пепельно-серые, но часто с серовато-коричневым оттенком; кончики маховых перьев чёрные. Испод крыльев, включая нижние кроющие перья, пепельно-серый. Радужная оболочка красновато-коричневая. Клюв синевато-рогового цвета; восковица светло-жёлтая. Бёдра чёрные, цевка и пальцы на ногах тёмно-жёлтые. У молодых особей верхняя часть тела коричневатая. Как и взрослых особей, имеется хохолок. Кроющие перья крыльев с кончиками и червеобразными полосками цвета корицы. Задняя часть и бока шеи кремово-коричневые, с тёмными прожилками. Бока головы от кремово-охристого до тёмно-коричневого цвета, с тёмными прожилками за глазом. Рулевые перья с серыми крапинками, с белыми узкими кончиками и широкой черноватой нижней полосой. Нижняя часть тела, как правило, от кремово-охристой до охристо-коричневой, с тонкими полосами на хвосте и заметными тёмными прожилками. Испод крыльев кремово-охристый, нижние кроющие перья в тёмных пятнах и полосках. Бёдра тёмные с узкими рыжевато-коричневыми полосками.

## Биология
Рацион состоит в основном из млекопитающих малого и среднего размера. В основном он охотится на броненосцев и скунсов, но также питается опоссумами и грызунами. Обычно этот хищник сам убивает свою добычу во время охоты, но были замечены и особи, поедающие мертвых оленей и овец, а также животных, сбитых на дорогах. Ящерицы, змеи и черепахи также составляют меньшую часть их рациона. Моногамны. В кладке единственное яйцо.